# Leichtathletik-Weltmeisterschaften 2003/Kugelstoßen der Frauen

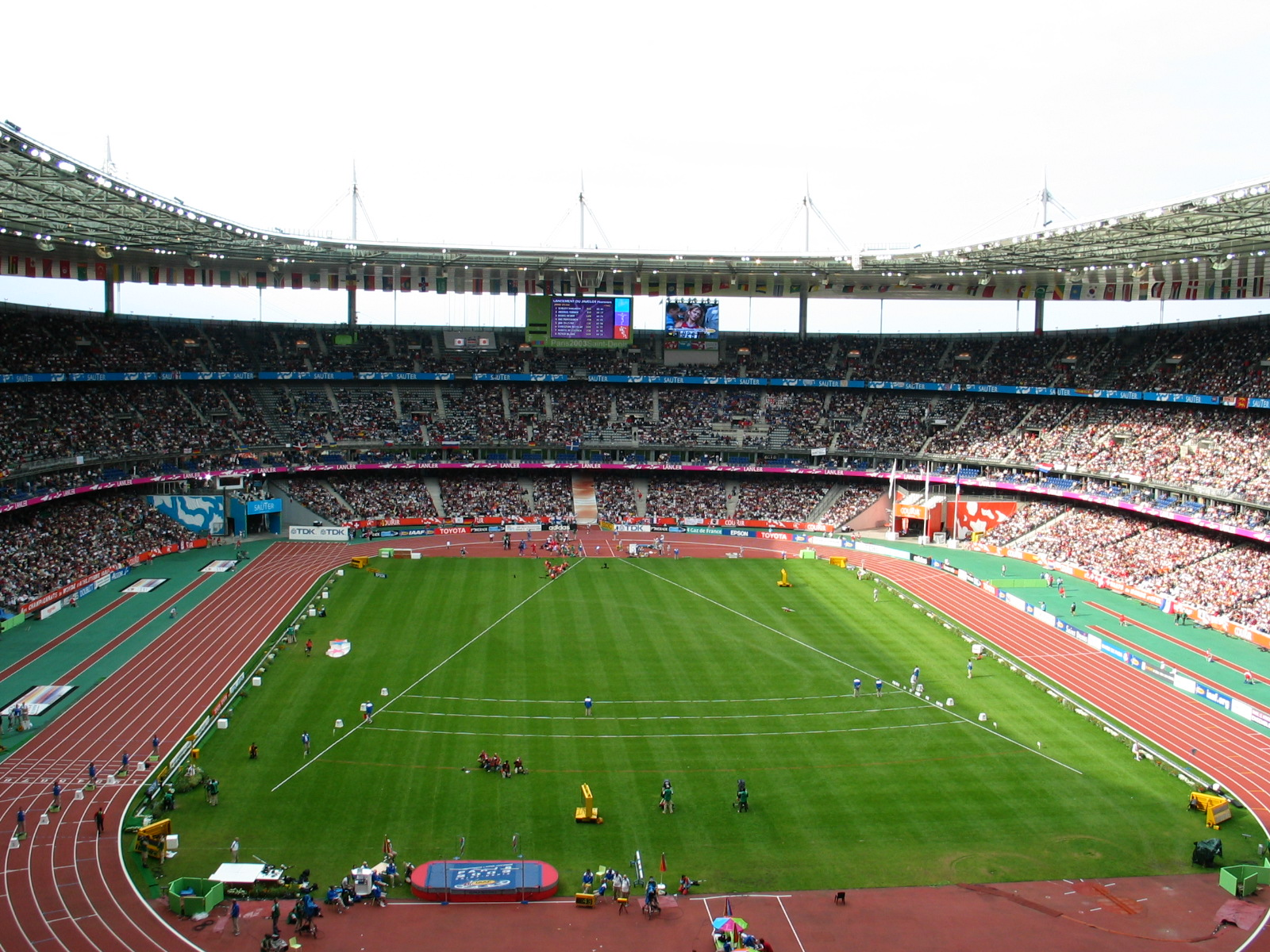
Stade de France in Paris/Saint-Denis am Schlusstag der Leichtathletik-Weltmeisterschaften

Das Kugelstoßen der Frauen bei den Leichtathletik-Weltmeisterschaften 2003 wurde am 27. August 2003 im Stade de France der französischen Stadt Saint-Denis unmittelbar bei Paris ausgetragen.
Nach mehreren WM-Silber- und Bronzemedaillen (1993 Silber / 1991 und 1999 Bronze) sowie der EM-Bronzemedaille 2002 errang die Russin Swetlana Kriweljowa hier ihre erste Goldmedaille bei einer Meisterschaft auf Weltniveau. Silber ging an die Belarussin Nadseja Astaptschuk. Wita Pawlysch aus der Ukraine gewann die Bronzemedaille.

## Bestehende Rekorde
| Weltrekord | 22,63 m | Natalja Lissowskaja | Moskau, Sowjetunion (heute Russland) | 7. Juni 1987      |
| WM-Rekord  | 21,24 m | Natalja Lissowskaja | WM 1987 in Rom, Italien              | 5. September 1987 |

Der bestehende WM-Rekord wurde bei diesen Weltmeisterschaften nicht eingestellt und nicht verbessert.

## Legende
Kurze Übersicht zur Bedeutung der Symbolik – so üblicherweise auch in sonstigen Veröffentlichungen verwendet:
| – | verzichtet |
| x | ungültig   |

## Qualifikation
25 Teilnehmerinnen traten in zwei Gruppen zur Qualifikationsrunde an. Die Qualifikationsweite für den direkten Finaleinzug betrug 18,40 m. Acht Athletinnen übertrafen diese Marke (hellblau unterlegt). Das Finalfeld wurde mit den vier nächstplatzierten Sportlerinnen auf zwölf Kugelstoßerinnen aufgefüllt (hellgrün unterlegt). So reichten für die Finalteilnahme schließlich 17,97 m.

### Gruppe A

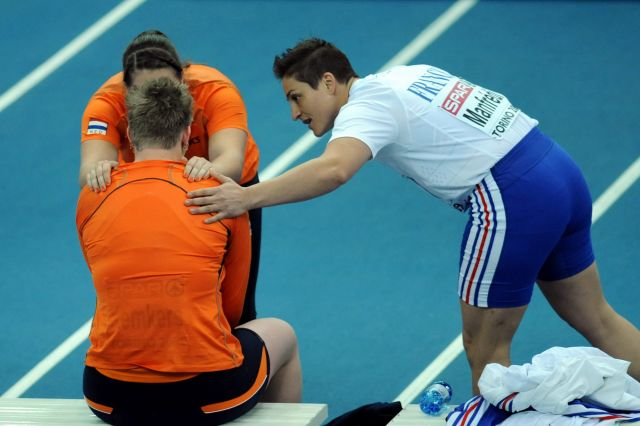
Laurence Manfredi (rechts) schied mit 17,88 m in der Qualifikation aus

27. August 2003, 10:30 Uhr
| Platz | Name               | Nation              | Resultat (m) | 1. Versuch (m) | 2. Versuch (m) | 3. Versuch (m) |
| 1     | Wita Pawlysch      | Ukraine             | 19,00        | 18,01          | 19,00          | –              |
| 2     | Nadine Kleinert    | Deutschland         | 18,85        | 18,85          | –              | –              |
| 3     | Irina Korschanenko | Russland            | 18,69        | 18,69          | –              | –              |
| 4     | Krystyna Zabawska  | Polen               | 18,46        | 18,46          | –              | –              |
| 5     | Li Meiju           | Volksrepublik China | 18,23        | 18,04          | 18,23          | x              |
| 6     | Elisângela Adriano | Brasilien           | 18,20        | 18,03          | x              | 18,20          |
| 7     | Yumileidi Cumbá    | Kuba                | 17,95        | x              | 17,95          | x              |
| 8     | Laurence Manfredi  | Frankreich          | 17,88        | 17,31          | 17,88          | 17,43          |
| 9     | Vivian Chukwuemeka | Nigeria             | 17,45        | 17,45          | x              | x              |
| 10    | Nadine Beckel      | Deutschland         | 17,42        | 17,30          | 17,42          | 17,25          |
| 11    | Chinatsu Mori      | Japan               | 16,86        | 16.15          | 16,54          | 16,86          |
| 12    | Kristin Heaston    | USA                 | 16,70        | 15.24          | 16,70          | x              |

### Gruppe B
27. August 2003, 10:30 Uhr
| Platz | Name                | Nation                  | Resultat (m) | 1. Versuch (m) | 2. Versuch (m) | 3. Versuch (m) |
| 1     | Nadseja Astaptschuk | Belarus                 | 19,56        | 19,56          | –              | –              |
| 2     | Valerie Vili        | Neuseeland              | 18,77        | 18,23          | 18,77          | –              |
| 3     | Swetlana Kriweljowa | Russland                | 18,66        | 18,66          | –              | –              |
| 4     | Lieja Tunks         | Niederlande             | 18,44        | 18,14          | 18,44          | –              |
| 5     | Irini Terzoglou     | Griechenland            | 18,39        | 16,91          | 18,39          | 18,31          |
| 6     | Assunta Legnante    | Italien                 | 17,97        | 17,91          | 17,65          | 17,97          |
| 7     | Astrid Kumbernuss   | Deutschland             | 17,83        | 17,83          | 17,37          | x              |
| 8     | Olga Rjabinkina     | Russland                | 17,74        | 17,32          | 17,30          | 17,74          |
| 9     | Elena Hila          | Rumänien                | 17,30        | x              | 17,30          | 17,24          |
| 10    | Zhang Xiaoyu        | Volksrepublik China     | 16,82        | x              | 16,55          | 16,82          |
| 11    | Flor Vásquez        | Dominikanische Republik | 16,52        | 15.51          | x              | 16,52          |
| 12    | Iolanta Uljewa      | Kasachstan              | 16,32        | x              | 16,32          | 16,29          |
| 13    | Ana Pouhila         | Tonga                   | 14,96        | x              | 14,96          | x              |

## Finale
27. August 2003, 18:55 Uhr
| Platz | Name                | Nation              | Resultat (m) | 1. Versuch (m) | 2. Versuch (m) | 3. Versuch (m) | 4. Versuch (m)                                   | 5. Versuch (m)                                   | 6. Versuch (m)                                   |
| 1     | Swetlana Kriweljowa | Russland            | 20,63        | 19,60          | 19,97          | 20,63          | 20,30                                            | 20,03                                            | 20,12                                            |
| 2     | Nadseja Astaptschuk | Belarus             | 20,12        | 18,46          | 19,56          | x              | 19,45                                            | 20,12                                            | x                                                |
| 3     | Wita Pawlysch       | Ukraine             | 20,08        | x              | 19,43          | 20,03          | 18,72                                            | 20,08                                            | 19,98                                            |
| 4     | Irina Korschanenko  | Russland            | 19,17        | x              | 19,12          | 19,17          | x                                                | x                                                | x                                                |
| 5     | Valerie Vili        | Neuseeland          | 18,65        | 18,55          | 18,65          | 17,82          | x                                                | x                                                | 17,85                                            |
| 6     | Krystyna Zabawska   | Polen               | 18,62        | 18,32          | x              | 18,62          | x                                                | 18,23                                            | 18,49                                            |
| 7     | Nadine Kleinert     | Deutschland         | 18,48        | 18,00          | 18,48          | 18,38          | 18,31                                            | 18,12                                            | 18,07                                            |
| 8     | Assunta Legnante    | Italien             | 18,28        | 17,48          | x              | 18,28          | 17,99                                            | 17,70                                            | 18,08                                            |
| 9     | Elisângela Adriano  | Brasilien           | 18,11        | 17,27          | 18,11          | x              | nicht im Finale der besten acht Kugelstoßerinnen | nicht im Finale der besten acht Kugelstoßerinnen | nicht im Finale der besten acht Kugelstoßerinnen |
| 10    | Lieja Tunks         | Niederlande         | 17,99        | x              | x              | 17,99          | nicht im Finale der besten acht Kugelstoßerinnen | nicht im Finale der besten acht Kugelstoßerinnen | nicht im Finale der besten acht Kugelstoßerinnen |
| 11    | Li Meiju            | Volksrepublik China | 17,92        | 17,92          | x              | x              | nicht im Finale der besten acht Kugelstoßerinnen | nicht im Finale der besten acht Kugelstoßerinnen | nicht im Finale der besten acht Kugelstoßerinnen |
| 12    | Irini Terzoglou     | Griechenland        | 17,88        | 17,60          | 17,88          | 17,85          | nicht im Finale der besten acht Kugelstoßerinnen | nicht im Finale der besten acht Kugelstoßerinnen | nicht im Finale der besten acht Kugelstoßerinnen |

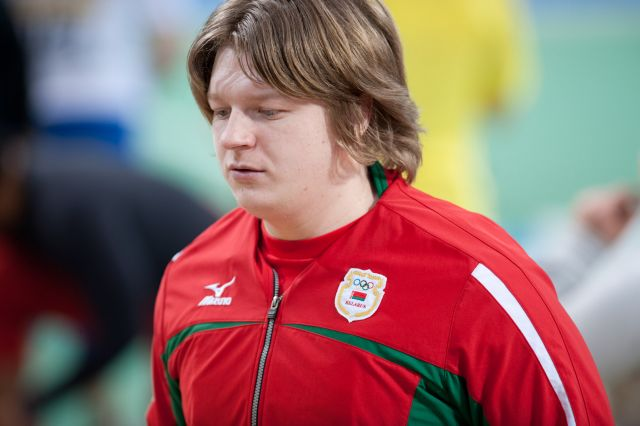
Vizeweltmeisterin Nadseja Astaptschuk
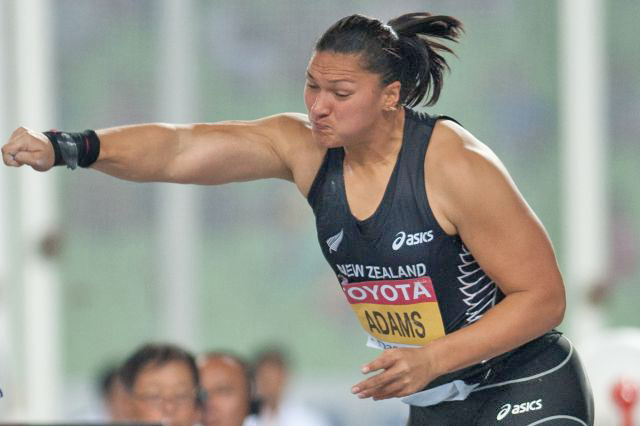
Valerie Vili, spätere Valerie Adams, stand am Anfang einer erfolgreichen Karriere und erreichte Platz fünf
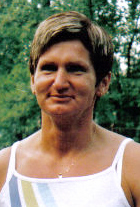
Krystyna Zabawska kam auf den sechsten Platz
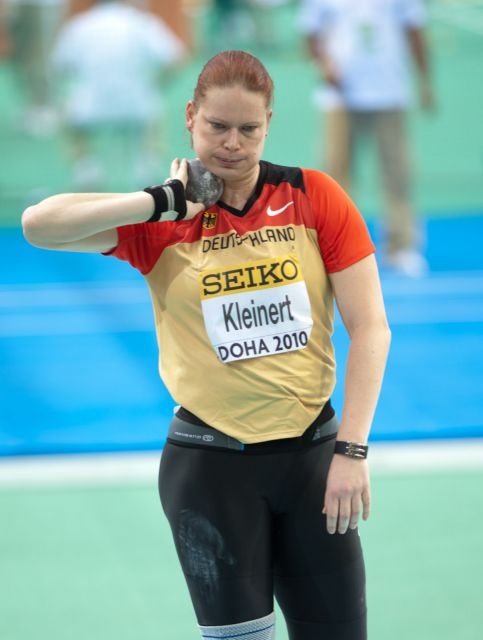
Rang sieben für die zweifache Vizeweltmeisterin (1999/2001) Nadine Kleinert
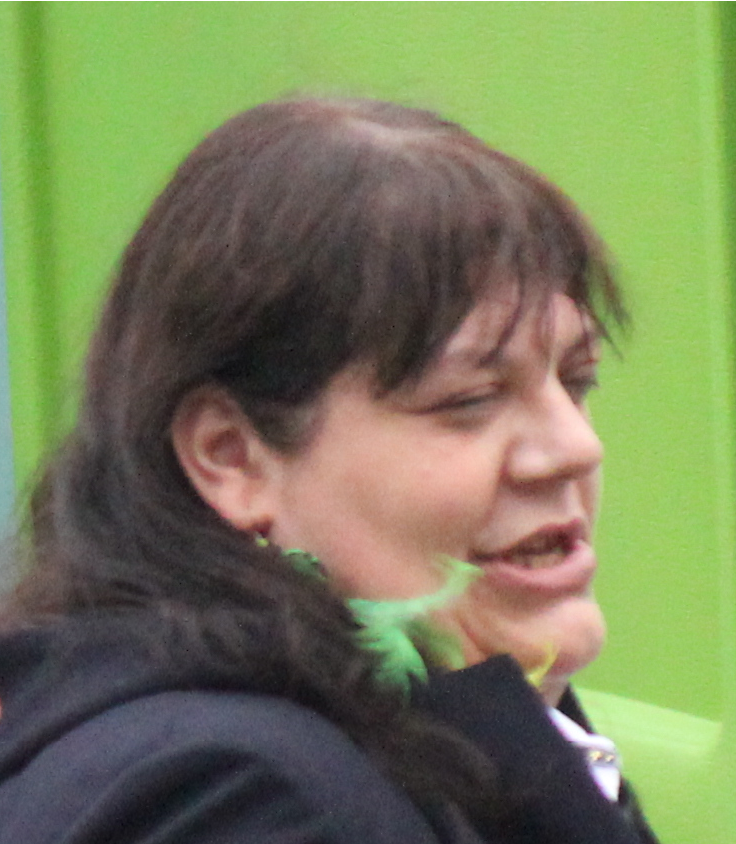
Assunta Legnante belegte Rang acht
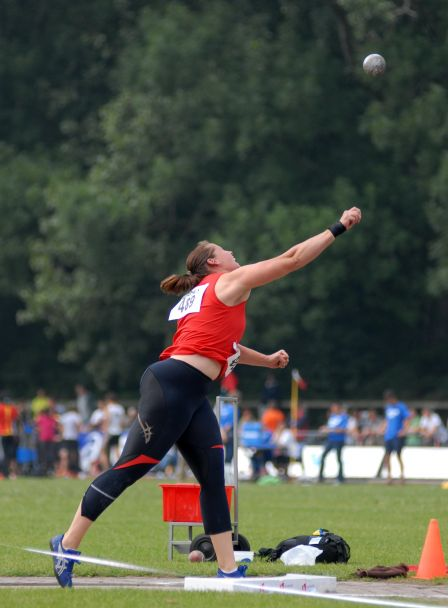
Die zehntplatzierte Lieja Tunks